# J-MIX
『J-MIX』（ジェイ・ミックス）は、ZIP-FMで放送されていたラジオ番組である。ミュージック・ナビゲーターはジェイムス・ヘイブンス。番組のキャッチコピーは「1週間は金曜日からはじまる」。

## 概要
2009年3月まで放送された「J-FRIDAY」の後継番組で、当初は2009年4月3日放送開始の予定だったが、諸事情により2か月遅れでの開始となり、その間は「Friday Special」などのつなぎ番組を放送した。なお、「J-FRIDAY」でコーナースポンサーとなった平成観光とカラフルタウン岐阜は当番組でも引き続いてスポンサードされている。

## 放送時間
- 2009年6月 - 2010年3月 / 毎週金曜 15:00 - 19:00
- 2010年4月 - 2013年3月 / 毎週金曜 11:00 - 14:00
  - 「TRENTA ANNI RADIO」（11:00 - 14:30）と枠入れ替え、「Nets STYLE STUDIO」の時間変更（14:30 - 15:00 → 16:00 - 16:30）、「BIG FRIDAY」（16:30 - 20:00）開始など昼枠の改編に伴い、時間を繰り上げ、1時間短縮。

## タイムテーブル
時間は目安であり、前後することが多い。
| 時間          | コーナー                                                   |
| ------------- | ---------------------------------------------------------- |
| 11:16 - 11:21 | カラフルタウン岐阜 HAPi HAPi MAMMY                         |
| 11:30 - 12:00 | PanaHome presents LIFE STYLE TRENDS                        |
| 12:10         | 保険コンパス LIFE DESIGN TIPS                              |
| 12:16         | WEATHER INFORMATION                                        |
| 12:18         | TRAFFIC INFORMATION                                        |
| 12:50         | ジェイ職の駆け込み寺（ゲストコーナーにあてる場合がある。） |
| 13:00 - 13:30 | 平成観光 THE WEEKENDER                                     |
| 13:32         | はぴねすくらぶ ラジオショッピング                          |
| 13:45         | TRAFFIC INFORMATION                                        |
| 13:50         | WEATHER INFORMATION                                        |

### サーフボードプログラム
LIFE STYLE TRENDS
住宅・生活に関する情報を提供する。リスナーとの生電話コーナーがある。
THE WEEKENDER
前半は1週間の話題を取り上げる「THE WEEKENDER」のコーナー。最後に取り上げた話題は、ジェイムスが限られた情報をもとにした想像で「再現音声」として、ロボ丸とコント仕立てで紹介する。タイトルに因んでBGMや構成は「テレビ三面記事 ウィークエンダー」を模している。後半は「J-FRIDAY」から引き継がれた「KNOW・KEY!（ノー・テン・キー）」のコーナー。国内外の週末のお天気情報を番組のWEATHER INFORMATIONを担当している橋本美穂（気象予報士資格所持者）が届ける。

### ショートプログラム
HAPi HAPi MAMMY
親子や子供に役立つランキングを紹介する。「J-FRIDAY」の「11AM」の後継コーナー。